# 長鰭鸚鯛
長鰭鸚鯛（学名：Pteragogus aurigarius），又名長鰭高體盔魚、荔枝魚、瘦牙、砂遍羅、黃鶯魚、絲仔魚、貓仔魚婆、絲鰭鸚鯛，为輻鰭魚綱鱸形目隆頭魚亞目隆頭魚科高體盔魚屬下的一个种，分布於西北太平洋的日本及台灣海域，體長可達17公分，棲息在海草床及岩礁海域，生活習性不明。